# Тисемсильт
Тисемсильт (араб. تيسمسيلت‎) — город на севере Алжира, административный центр одноимённого вилайета.

## Географическое положение
Город находится в южной части вилайета, в гористой местности Атласа, к северу от реки Нахр-Васель. Абсолютная высота — 849 метров над уровнем моря.

Тисемсильт расположен на расстоянии приблизительно 165 километров к юго-западу от столицы страны Алжира.

## Демография
По данным переписи, на 2008 год население составляло 75 197 человек.
Динамика численности населения города по годам:
| 1977   | 1987   | 1998   | 2008   | 2012   |
| ------ | ------ | ------ | ------ | ------ |
| 17 207 | 26 934 | 61 086 | 75 197 | 86 990 |

## Транспорт
Ближайший аэропорт расположен в городе Тиарет.

## История
До обретения Алжиром независимости, город назывался Виалар (фр. Vialar). В 1984 году стал центром новообразованного одноимённого вилайета.